# Domgrabungsmuseum Salzburg
Das Domgrabungsmuseum befindet sich unter dem Domplatz und Residenzplatz in Salzburg.
Es liegt unmittelbar vor dem Salzburger Dom und zeigt die Ausgrabungen der 1950 und 1960er Jahre einer römischen Gebäudeanlage und die Fundamente des romanischen Doms. Es ist Teil des Salzburg Museums und nur während der Monate Juli und August geöffnet.